# Gillingham (Kent)
Gillingham város az Egyesült Királyságban, Délkelet-Angliában, Kent megyében. Lakossága 104 ezer fő volt 2011-ben.

## Látnivalók
Főbb látnivalók és szabadidős helyek a városban és környékén:
- Royal Engineers Museum
- Capstone Farm Country Park
- Riverside Country Park
- The Strand Leisure Park
- Chatham Ski and Snowboard Centre
- Medway Queen

## Sport

### Labdarúgás
- Gillingham FC